# The Kick Inside
The Kick Inside debitantski je studijski album britanske pjevačice i kantautorice Kate Bush. Diskografske kuće EMI i Harvest Records poimence su ga objavile u Ujedinjenom Kraljevstvu i SAD-u 17. veljače 1978. Na uratku se nalazi i uspješnica "Wuthering Heights", koja se pojavila na prvom mjestu britanske ljestvice singlova. Album se našao na trećem mjestu britanske ljestvice albuma i postigao je platinastu nakladu u Ujedinjenom Kraljevstvu. Uratku je doprinijelo nekoliko veterana progresivnog rocka, među kojima su: Duncan Mackay; Ian Bairnson; David Paton; Andrew Powell i Stuart Elliott iz the Alan Parsons Projecta i David Gilmour iz Pink Floyda.

## Pozadina i snimanje
Kate Bush počela je pisati pjesme kao jedanaestogodišnjakinja i snimila je nekoliko demouradaka uz pomoć svoje braće, koji su također glazbenici. Njihov prijatelj Ricky Hopper 1972. je godine odnio neke od tih vrpci raznim diskografskim kućama, kad je Bush imala 13 godina. Te su vrpce odbačene, no Hopper ih je reproducirao svojem prijatelju Davidu Gilmouru. Gilmour se odmah zainteresirao za pjesme te se sastao s obitelji Bush jer ga se dojmio Katein dar za skladanje pjesama. Omogućio joj je da snimi demouratke bolje kvalitete i sam ih je financirao. Dok je Pink Floyd snimao album Wish You Were Here u studiju Abbey Road, Gilmour je reproducirao Bushine vrpce određenim voditeljima diskografske kuće. Te su se vrpce dojmile EMI-ja, koji joj je odlučio ponuditi ugovor i predujam od 3.000 funti. Dva demouratka snimljena su u lipnju 1975. i pojavila su se na njezinu debitantskom albumu, koji je objavljen gotovo tri godine poslije toga; u pitanju su pjesme "The Man with the Child in His Eyes" i "The Saxophone Song".
Godine 1976. obitelj Bush pristala je na ugovor i Kate je nastavila skladati pjesme. Kako bi se pripremila za snimanje, u raznim je kafićima nastupala s KT Bush Bandom. Njezin brat Paddy, koji je u to vrijeme također nastupao s njom, izjavio je da su to u početku bili manji događaji kojima je prisustvovala malobrojna publika, no nakon nekoliko mjeseci sve je više ljudi dolazilo na koncerte. U srpnju i kolovozu 1977. sve su ostale pjesme snimljene u AIR Studiosu u Londonu pod paskom producenta Andrewa Powella. Bush je htjela da na snimkama sudjeluje i postava KT Bush Banda, ali je diskografska kuća inzistirala na tome da se na snimkama pojave studijski glazbenici s dovoljno iskustva. Powell je, među ostalim, na album pozvao Iana Bairnsona, Duncana Mackaya i Stuarta Elliotta, a s većinom od njih već je surađivao i prije.
U to se vrijeme Bush počela baviti i plesom jer je njime htjela uprizoriti pjesme, a naknadno je na uratku zasluge pripisala i svojem učitelju plesa, Lindsayu Kempu. Pjesmu "Moving" nadahnuo je upravo on. Nakon što je snimanje bilo dovršeno, diskografska je kuća počela raditi na Bushinu imidžu i razmišljala je o tome kako će ju reklamirati. To je dovelo do neslaganja s Bush oko jedne fotografije za omot prvog singla na kojoj su se isticale njezine grudi. Izdavač je prvotno kao prvi singl želio objaviti pjesmu "James and the Cold Gun", ali sama je Bush inzistirala na tome da prvi singl mora biti "Wuthering Heights". Diskografska je kuća popustila i singl je trebao biti objavljen u studenom 1977. godine. Međutim, zbog nesuglasica oko omota, singl je povučen i objava je odgođena do 1978. godine. Pjesma je postigla velik uspjeh i u ožujku 1978. pojavila se na prvom mjestu britanske ljestvice singlova. Taj je singl ostao na vrhu te ljestvice četiri tjedna, postao je jedna od najprodavanijih pjesama te godine i označio je prvi put da je vlastita pjesma neke kantautorice došla na vrh ljestvice.
Album The Kick Inside objavljen je u veljači 1978. i sastoji se od 13 pjesama. Bushini filmski i književni utjecaji, koje se smatra njezinim zaštitnim znakovima, najuočljiviji su u pjesmi "Wuthering Heights". Tu skladbu nije izvorno nadahnuo roman Emily Brontë nego njegova televizijska adaptacija, no Bush je naknadno pročitala roman kako bi, prema vlastitim riječima, "ispravno provela istraživanje". U pjesmi "Them Heavy People" aludira na Gurdjieffa, dok je naslovna skladba nadahnuta baladom Lizie Wan. Bush također otvoreno govori o seksualnosti, poglavito u erotičnim pjesmama "Feel It" i "L'Amour Looks Something Like You". U pjesmi "Strange Phenomena" propituje neobične slučajnosti, predosjećanja i déjà vu.
Drugi singl, "The Man with the Child in His Eyes", našao se na šestom mjestu ljestvice u Ujedinjenom Kraljevstvu. U iduće su dvije godine objavljena još tri singla: "Them Heavy People", "Moving" (koji se u Japanu pojavio na prvom mjestu) i "Strange Phenomena". "The Man with the Child in His Eyes" također se našao na američkoj ljestvici Billboard Hot 100 – do 1985. bio je jedini Bushin singl koji se pojavio na toj ljestvici. Dosegao je 85. mjesto. Bush se u prosincu 1978. pojavila u emisiji Saturday Night Live. Usprkos tom publicitetu The Kick Inside nije ušao u top 200 mjesta Billboardove ljestvice albuma.
Uradak se našao na trećem mjestu britanske ljestvice albuma i na njoj je ostao veći dio godine. Na kraju je na njoj proveo 71 tjedan. Postigao je platinastu nakladu i ostaje jedan od Bushinih najprodavanijih albuma.

## Objava
Album je objavljen sa sedam različitih naslovnica: običnom naslovnicom za Ujedinjeno Kraljevstvo, drugom naslovnicom za Ujedinjeno Kraljevstvo, naslovnicom za tržište SAD-a, kanadsko tržište, jugoslavensko tržište, japansko tržište i urugvajsko tržište; urugvajska je naslovnica najrjeđa i ta je inačica albuma najskuplja zbog neobične izravne fotografije Bush.
U Ujedinjenom je Kraljevstvu dvaput objavljen u ograničenoj nakladi kao oslikani disk. Objavljen je u omotu u boji (koji čini slika 'Zmaj' Jaya Myrdala). Sadrži i naljepnicu na kojoj piše da je to oslikani disk. Zapravo su objavljene dvije inačice: prva inačica sadrži kružnu naljepnicu na kojoj piše da je to oslikani disk (uglavnom se nalazi u gornjem lijevom kutu). Druga inačica (vjerojatno pripremljena za američko tržište, gdje je prva inačica bila uspješna) sadrži ovalnu naljepnicu (uglavnom na sredini gornjeg ruba). Na drugom disku također piše "proizveo EMI Records Ltd. u Ujedinjenom Kraljevstvu" (u originalu: "manufactured in the UK by EMI Records Ltd."), što je dio obavijesti o autorskim pravima napisanim na disku. Na prvoj inačici takvoga teksta nema.

## Recenzije
Uradak je u to vrijeme dobio mnogo pohvala. Časopis Billboard posebno je komplimentirao pjesme "Wuthering Heights" i "Them Heavy People" te izjavio da Bush piše "uzbudljive tekstove" koje pjeva "nježno i neobuzdano". Crawdaddy je izjavio: "Bushin dar za otkrivanje duše bio bi jeziv da nije toliko zapanjujuć; piše služeći se maštom i osjećajima uz nešto malo iskustva, bavi se univerzalnim i ženskim temama – ne tipičnim čežnjama ili banalnim posljednjim provodima". Stereo Review pohvalio je Bush zbog toga što je u ženskoj glazbi plivala protiv struje. Izjavio je da mu se sviđaju pjesme "The Man with the Child in His Eyes" i "Room for the Life", ali da mu nije toliko bilo stalo do "Wuthering Heights" i "James and the Cold Gun".
Album je nastavio dobivati pohvale i u kasnijim godinama. Pitchfork je za album komentirao: "To je kitnjasta glazba nastala za strogih vremena, ali za razliku od sibarita pop glazbe koji su se pojavili idućeg desetljeća i razmetali se bogatstvom dok je Britanija propadala, Bush se nije isticala materijalnom raskoši, nego beskrajno obnovljivim izvorima intelekta i instinkta: Njezin veseo debitantski album mjeri cjelovitost života žene na temelju toga što se nalazi u njezinoj glavi." Komplimentirao je svaku pjesmu, no djelomično nije bio zadovoljan tekstom pjesme "Room for the Life". U recenziji za BBC pisac Chris Jones rekao je 2008. godine: "Budući da su na njemu uglavnom mahom svirali studijski glazbenici, The Kick Inside pokazuje što se događa kad diskografska kuća zapravo dopusti mladoj darovitoj osobi da procvjeta. Neke od ovih pjesama napisane su kad joj je bilo 13 godina! Producent albuma Gilmourov je prijatelj Andrew Powell; bogati je spoj grandioznosti klavira, pomalo neugodnog reggaea i zamršenih, inteligentnih, prekrasnih pjesama. Na svima je pjevao glas bez ikakva presedana." Dodao je da je izdavačeva odluka da kao prvi singl objavi "James and the Cold Gun" bila pogreška jer je to "najviše suhoparna pjesma" na albumu. AllMusicov Bruce Eder komentirao je da je album "zvuk tinejdžera na kojeg utječe mnogo stvari, koji je prerano sazrio i koji prvi put širi svoja krila". Zaključio je da je to "iznimno dojmljiv debitantski rad".

## Popis pjesama
Sve je pjesme napisala Kate Bush.
| 1. | »Moving«                             | 3:01 |
| 2. | »The Saxophone Song«                 | 3:51 |
| 3. | »Strange Phenomena«                  | 2:57 |
| 4. | »Kite«                               | 2:56 |
| 5. | »The Man with the Child in His Eyes« | 2:39 |
| 6. | »Wuthering Heights«                  | 4:28 |

| Strana 2 | Strana 2                           | Strana 2 | Strana 2 | Strana 2 | Strana 2 | Strana 2 | Strana 2 | Strana 2 | Strana 2 |
| Br.      | Skladba                            | Trajanje |          |          |          |          |          |          |          |
| -------- | ---------------------------------- | -------- | -------- | -------- | -------- | -------- | -------- | -------- | -------- |
| 7.       | »James and the Cold Gun«           | 3:34     |          |          |          |          |          |          |          |
| 8.       | »Feel It«                          | 3:02     |          |          |          |          |          |          |          |
| 9.       | »Oh to Be in Love«                 | 3:18     |          |          |          |          |          |          |          |
| 10.      | »L'Amour Looks Something Like You« | 2:27     |          |          |          |          |          |          |          |
| 11.      | »Them Heavy People«                | 3:04     |          |          |          |          |          |          |          |
| 12.      | »Room for the Life«                | 4:03     |          |          |          |          |          |          |          |
| 13.      | »The Kick Inside«                  | 3:30     |          |          |          |          |          |          |          |
| 43:13    |                                    |          |          |          |          |          |          |          |          |

## Zasluge
Kate Bush
- Kate Bush – glavni i prateći vokali, klavir

Dodatni glazbenici
- Andrew Powell – aranžmani i klavijature (na pjesmi "The Saxophone Song"), klavir i Fender Rhodes (na pjesmi "Strange Phenomena"), bas-gitara i čelesta (na pjesmi "Wuthering Heights"), sintesajzer (na pjesmi "Oh to Be in Love"), boce piva (na pjesmi "Room for the Life"); produkcija
- Duncan Mackay – klavir i Fender Rhodes (na pjesmama 1 i 10), sintesajzer (na pjesmi "Strange Phenomena"), Hammond orgulje (na pjesmama 4, 6 i 7), klavinet (na pjesmi "Kite")
- Ian Bairnson – električna i akustična gitara (na svim pjesmama osim na "The Saxophone Song"), prateći vokali (na pjesmi "Oh to Be in Love"), boce piva (na pjesmi "Room for the Life")
- David Paton – bas-gitara (na pjesmama 1, 3, 4, 7, 9 – 12), akustična gitara (na pjesmama 6 i 9), prateći vokali (Na pjesmi "Oh to Be in Love")
- Stuart Elliott – bubnjevi (na svim pjesmama osim na pjesmama 2, 5 i 13), udaraljke (na pjesmama 9 i 12)
- Alan Skidmore – tenor-saksofon (na pjesmi "The Saxophone Song")
- Paul Keogh – električna i akustična gitara (na pjesmi "The Saxophone Song")
- Alan Parker – akustična gitara (na pjesmi "The Saxophone Song")
- Bruce Lynch – bas-gitara (na pjesmi "The Saxophone Song")
- Barry de Souza – bubnjevi (na pjesmi "The Saxophone Song")
- Morris Pert – udaraljke (na pjesmama 3, 4 i 6); boobam (na pjesmi "Room for the Life")
- Paddy Bush – mandolina (na pjesmi "Oh to Be in Love"), prateći vokali (na pjesmi "Them Heavy People")
- David Katz – orkestar (na svim pjesmama osim na pjesmama 4, 5, 7, 8 i 12)

Ostalo osoblje
- David Gilmour – izvršni producent (na pjesmama 2 i 5)
- Jon Kelly – tonska obrada
- Jon Walls – pomoćni tonac
- Wally Traugott – masteriranje

## Ljestvice
| Ljestvica (1978.)      | Najviša pozicija |
| ---------------------- | ---------------- |
| Australija             | 3                |
| Belgija                | 2                |
| Danska                 | 5                |
| Finska                 | 2                |
| Francuska              | 3                |
| Japan                  | 37               |
| Nizozemska             | 1                |
| Norveška (VG-lista)    | 4                |
| Novi Zeland            | 2                |
| Njemačka               | 21               |
| Portugal               | 1                |
| Švedska                | 8                |
| Ujedinjeno Kraljevstvo | 3                |